# Calle de Dulce Olivia

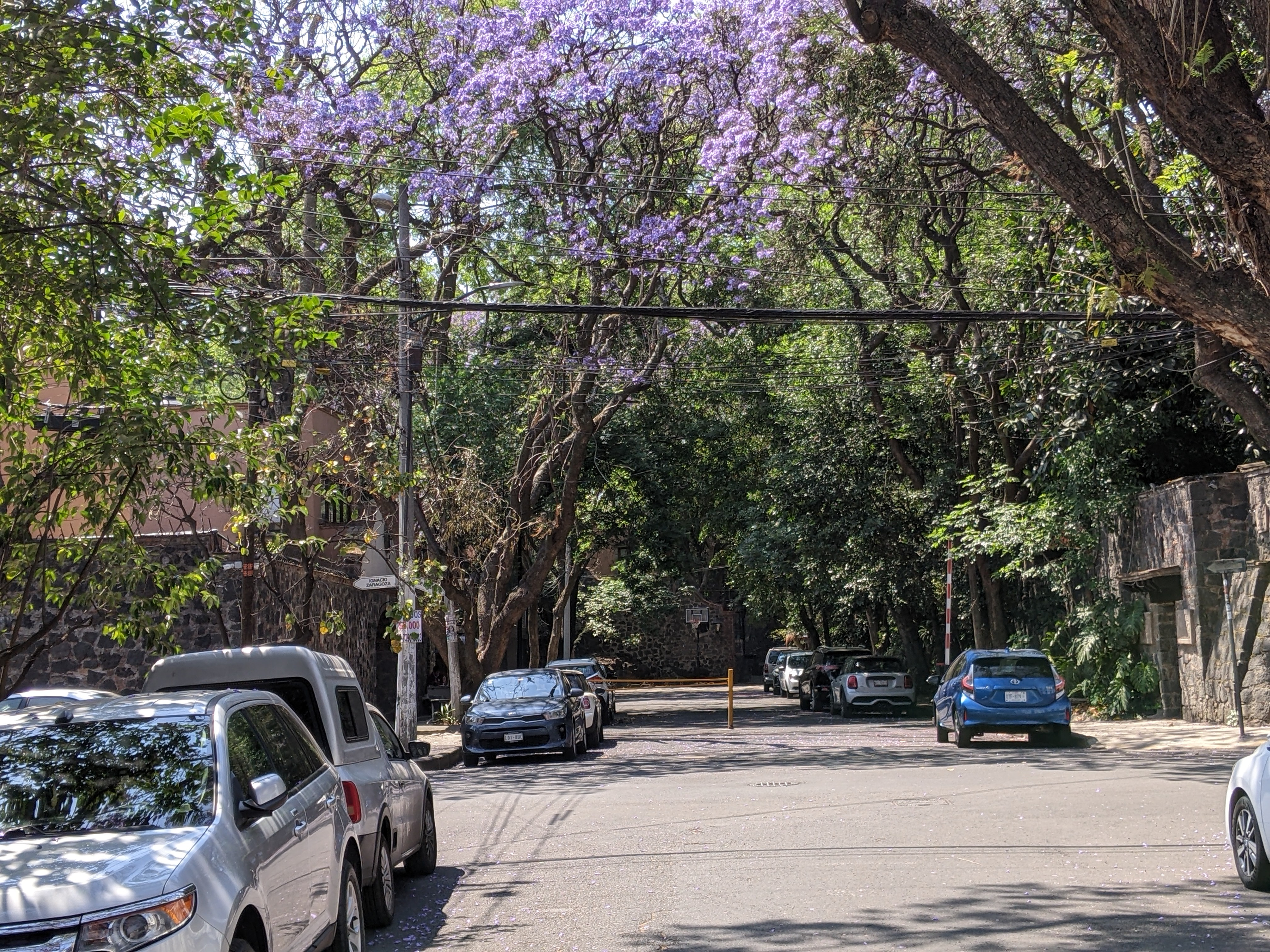
Die Calle de Dulce Olivia zwischen dem Wohnhaus (links) und dem Filmstudio und heutigen Museum (rechts) von Emilio Fernández

Die Calle de Dulce Olivia ist eine Straße im Barrio de Santa Catarina in der Delegación Coyoacán in Mexiko-Stadt. Sie ist benannt nach der Schauspielerin Olivia de Havilland (1916–2020).

## Verlauf
Die Straße beginnt im Westen als Sackgasse bei der Calle Ignacio Zaragoza unmittelbar vor dem unter Nummer 1 gelegenen Nebeneingang des Monumental Casa de Emilio El Indio Fernández und verläuft in Richtung Osten, wo sie nach etwa 600 Metern ebenfalls als Sackgasse bei der Prolongación Ayuntamiento endet. Die Straße verläuft zwischen der nördlich gelegenen Avenida Francisco Sosa und der südlich parallel verlaufenden Stadtautobahn Avenida Miguel Ángel de Quevedo.

## Geschichte
Der mexikanische Schauspieler und Filmregisseur Emilio Fernández verliebte sich beim Ansehen des Films Vom Winde verweht in Olivia de Havilland und wollte sie unbedingt kennenlernen. Weil sprachliche Barrieren bestanden, schaltete Fernández den Drehbuchautor Marcus Goodrich ein, den er in den Estudios Churubusco kennengelernt hatte. Goodrich übersetzte Fernández dessen Briefe an De Havilland sowie deren an Fernández gerichtete Notizen. Goodrich besuchte die Schauspielerin auch mehrmals und verliebte sich schließlich selbst in sie. 1946 heirateten die beiden (ihre Ehe hielt nur 6 Jahre) und der unglücklich verliebte Fernández beantragte schließlich in den 1950er-Jahren beim damaligen Bürgermeister von Mexiko-Stadt, Ernesto P. Uruchurtu, die unmittelbar vor seinem Grundstück liegende Straße nach Olivia de Havilland benennen zu dürfen. Sein Antrag wurde positiv beschieden und seither trägt die Straße ihren heutigen Namen. Mit einem Anflug von Wehmut meinte Fernández scherzhaft, dass Olivia de Havilland ihm jetzt zu Füßen liege, da er von einem seiner Fenster direkt nach unten auf die nach ihr benannte Straße blicken konnte.

## Berühmte Anwohner
Neben dem bereits erwähnten Emilio Fernández, der am Kopfende dieser Straße residierte, wohnten unter anderem der ehemalige mexikanische Präsident Carlos Salinas de Gortari und die Wirtschaftswissenschaftlerin Ifigenia Martínez y Hernández in der Calle de Dulce Olivia.